# Lion de Cnide
Le Lion de Cnide est une sculpture monumentale de la Grèce antique découverte en 1858 à Cnide, dans l'actuelle Turquie. Il est alors immédiatement amené au Royaume-Uni et intégré aux collections du British Museum où il est exposé depuis. Réalisé au cours du IIe siècle av. J.-C. dans du marbre pentélique, le même que celui du Parthénon d'Athènes, le lion mesure 2,89 mètres de longueur et 1,82 mètre de hauteur pour un poids de 6 tonnes. Au moment de sa réalisation, il aurait coiffé le sommet d'un mausolée similaire à celui d'Halicarnasse distant d'une journée de bateau à l'époque.

## Description

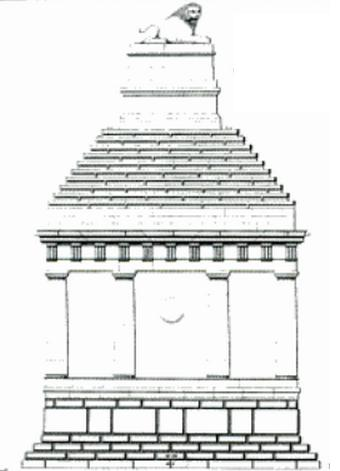
Reconstitution hypothétique selon l'archéologue britannique Richard Popplewell Pullan du mausolée coiffé du Lion de Cnide ; la hauteur totale de l'édifice, sculpture incluse, est de 18 mètres.

Cette sculpture d'un lion couché est pratiquement complète : il ne manque que la mâchoire inférieure et les pattes antérieures, et les yeux étaient probablement autrefois incrustés de verre. La statue, plus grande que nature, pèse six tonnes. Son poids a été réduit par un évidement de la partie inférieure du corps.
La statue coiffait un monument funéraire d'un style en vogue en 350 av. J.-C. à Halicarnasse, qui n'était qu'à une journée de navigation.
Le monument est carré avec un sommet pyramidal à gradins, le corps du lion creusé à partir d'un cercle. Cette similitude a conduit une partie des experts à dater l'œuvre de 350 av. J.-C., mais d'autres pensent que la statue surmontait un cénotaphe commémorant la bataille navale de Cnide voisine, en 394 av. J.-C., dans laquelle le général athénien Conon, commandant une flotte conjointe athénienne et perse, fut victorieux sur une flotte spartiate dirigée par Pisandre.
Une troisième opinion est que l'architecture du monument n'est pas typique des années 250 av. J.-C., mais réalisée dans un style dorique non antérieur à 175 av. J.-C. Le British Museum indique une estimation de 250-200 av. J.-C.. Le reste du monument est toujours en Turquie, où il a été fouillé par le British Museum. Il s'étendait à l'origine sur 12 m². Les fouilles sur le site et les monuments similaires à proximité n'ont pas permis de trouver d'artefact ou inscription permettant de dater plus précisément la statue.